# Швейцарія на Європейських іграх 2015
Швейцарія на перших Європейських іграх у Баку була представлена 130 атлетами.

## Медалісти
| Медаль | Спортсмен                    | Спорт      | Дисципліна                         |
| ------ | ---------------------------- | ---------- | ---------------------------------- |
| Золото | Ніно Шуртер                  | Велоспорт  | Крос-кантрі (чоловіки)             |
| Золото | Йоланда Нефф                 | Велоспорт  | Крос-кантрі (жінки)                |
| Золото | Нікола Шпіріг                | Тріатлон   | Жінки                              |
| Золото | Ніна Бечарт Ніколь Айгольцер | Волейбол   | Пляжний волейбол (жінки)           |
| Золото | Джулія Штайнгрубер           | Гімнастика | Опорний стрибок (жінки)            |
| Золото | Джулія Штайнгрубер           | Гімнастика | Вільні вправи (жінки)              |
| Золото | Хайді Дітхельм Гербер        | Стрільба   | Пістолет 25 м (жінки)              |
| Срібло | Лукас Флюкігер               | Велоспорт  | Крос-кантрі (чоловіки)             |
| Срібло | Катрін Штірнеманн            | Велоспорт  | Крос-кантрі (жінки)                |
| Срібло | Джулія Штайнгрубер           | Гімнастика | Абсолютна першість (жінки)         |
| Срібло | Сара Горнунг                 | Стрільба   | Пневматичний пістолет 10 м (жінки) |
| Бронза | Фабіан Гігер                 | Велоспорт  | Крос-кантрі (чоловіки)             |
| Бронза | Джулія Штайнгрубер           | Гімнастика | Колода (жінки)                     |
| Бронза | Людовик Шаммартен            | Дзюдо      | До 60 кг (чоловіки)                |
| Бронза | Девід Граф                   | Велоспорт  | BMX (чоловіки)                     |